# پیگمالیون (فیلم ۱۹۳۸)

پیگمالیون (انگلیسی: Pygmalion) فیلمی در ژانر کمدی رمانتیک به کارگردانی آنتونی اسکویت و لسلی هاوارد است که در سال ۱۹۳۸ منتشر شد. از بازیگران آن می‌توان به وندی هیلر، ویلفرد لاوسون، و لسلی هاوارد اشاره کرد.
این فیلم برنده جایزه اسکار بهترین فیلم‌نامه اقتباسی توسط ایان دالریمپل در سال ۱۹۳۸ شده است.

## خلاصه داستان
«پروفسور هنری هیگینز» (هوارد)، استاد زبان‌شناسی، در بازار لندن با دختر عامی گل‌فروشی «الیزا دولیتل» (هیلر) رو به رو می‌شود و با دوستش، «کلنل پیکرینگ» (ساندرلند) شرط می‌بندد که به او فن بیان بیاموزد…